# 파키스탄 이름
파키스탄 이름은 대부분 아랍어, 튀르키예어, 페르시아어 이름에서 유래되었다. 대부분의 파키스탄 사람들이 이슬람교도이기 때문에, 그들 모두는 아랍어, 페르시아어 또는 터키어 이름을 사용한다. 파키스탄에서는 다른 이슬람 국가들처럼 성씨 사용이 서구 국가만큼 두드러지지 않는다. 부족과 성씨도 널리 사용된다.

## 주어진 이름
아이들은 태어날 때 한 개, 두 개 또는 드물게 세 개의 이름을 가질 수 있다. 만약 그 사람이 주어진 이름을 두 개 이상 가지고 있다면, 그 중 하나가 그 사람의 가장 많이 불리는 이름으로 선택되고, 그 이름으로 불리거나 비공식적으로 언급된다. 일반적으로 남성의 경우 이슬람 예언자의 이름인 무함마드가 한 개 이상 있으면 그 사람의 첫 번째 주어진 이름으로 선택된다. 이러한 관습이 널리 퍼져 있기 때문에, 이 이름은 고유 식별자로서의 역할을 하지 않기 때문에 일반적으로 그 사람의 가장 많이 불리는 이름은 아니다. 여성은 보통 최대 두 개의 이름을 가진다.

## 풀네임
서구 국가나 유럽의 영향력이 지배적인 다른 나라들의 관행과는 달리 파키스탄에서는 풀네임을 쓸 방법이 없다. 가장 인기 있는 관습은 가장 많이 불리는 아버지의 이름을 그 사람의 주어진 이름에 추가하는 것이다. 종종, 그 사람이 주어진 이름을 두 개 이상 가지고 있다면, 그의 전체 이름은 주어진 이름으로만 구성된다. 또 다른 관습은 그 사람의 주어진 이름에 보통 그의 부족의 조상과 연관된 제목을 붙이는 것이다. 서구의 영향으로, 주어진 이름에 제목을 붙이기보다는 붙이는 것이 더 흔해지고 있다. 한 가지 주목할 만한 예외는 파슈툰족 출신 사람들에게 흔한 칸이라는 칭호인데, 이것은 주어진 이름에 접두사가 붙기 보다는 항상 붙여져 왔다. 파키스탄과 다른 이슬람 국가에서는 몇 가지 호칭이 사용되고 있다. 사이이드, 샤이크, 카와자, 파샤, 미르자 등이 흔하다. 부족 이름 자체는 일반적으로 주어진 이름에 추가된다.
여성의 경우 부족 이름이나 호칭은 그 사람의 전체 이름에 거의 나타나지 않는다(서양의 영향으로 인해 더 흔해지고 있지만). 대신 그녀의 전체 이름은 주어진 이름들로만 구성되거나, 만약 한 개의 이름만 주어진다면, 그녀의 주어진 이름에 아버지의 가장 많이 불리는 이름이 추가될 것이다. 결혼 후, 전체 이름은 남편의 가장 많이 불리는 이름과 함께 그녀의 가장 많이 불리는 이름이 될 것이다.